# Joan Serrat
Joan Serrat (Vic) fou un músic vigatà dels segle xviii.
Fou un dels aspirants al magisteri de la capella de Sant Esteve d'Olot el 1739. Quan oposità al magisteri d'Olot, el 1739, comptava entre 40 i 50 anys, per tant la seva data de naixement bascula entre 1689 i 1699. En els informes sobre els opositors s'esmenta que Serrat posseïa un «bon tenor de veu» i es desprèn que ja havia cantat a la parroquial olotina.